# The Penalty
The Penalty é um filme mudo norte-americano de 1920, do gênero policial, dirigido por Wallace Worsley, com roteiro de Philip Lonergan e Charles Kenyon baseado no romance de revista pulp do autor Gouverneur Morris.
O filme é estrelado por Lon Chaney e o elenco inclui ainda Charles Clary, Doris Pawn, James Mason e Claire Adams.

## Sinopse
Um médico amputou as pernas de uma criança sem que fosse necessário. Já adulta, a criança que havia sido seu paciente é agora um gângster e decide se vingar.

## Elenco
- Charles Clary – Dr. Ferris
- Doris Pawn – Barbary Nell
- James Mason – Frisco Pete
- Lon Chaney – Blizzard
- Milton Ross – Lichtenstein
- Ethel Grey Terry – Rose
- Kenneth Harlan – Dr. Wilmot Allen
- Claire Adams – Barbara Ferris